# 真無敵鐵金剛ZERO
《真無敵鐵金剛ZERO》（日语：真マジンガーZERO）原作為永井豪、腳本為田畑由秋，由余湖裕輝作畫的日本漫画作品。從《Champion RED》（秋田書店）2009年6月號連載到2012年12月號，單行本全9卷。之後推出續篇《真無敵鐵金剛ZERO vs 暗黑大將軍》（真マジンガーZERO vs 暗黒大将軍）並先在2013年1月號發表序幕後，從2013年2月號連載到2016年1月號，單行本全8卷。

## 概要
当初是為了電視動畫《真無敵鐵金剛 衝擊！Z篇》（下稱《衝撃！Z篇》）的「支援連載」而開始連載。但本作為原創故事，除了都是以漫画・電視動畫《無敵鐵金剛》為原作之外，與《衝撃！Z篇》間的共通點相當少。
與《衝撃！Z篇》同様，採用明星系統的方式，讓不僅是無敵鐵金剛Z的角色，還有《亞馬尻一家》、《甜心戰士》、等其他永井豪作品的多數角色登場，甚至在結局時有誇系列機械人作品的光影出現。另外本作也多次採用負責《衝撃！Z篇》後期主題曲的JAM Project的歌曲歌詞作為台詞或獨白。

## 登場人物

### 主要人物
「從第5集開始的新時間軸中」，意指從《真無敵鐵金剛ZERO vs 暗黑大將軍》第5集開始描寫的事件之意。
兜甲兒
創造無敵鐵金剛Z的兜十藏之孫。由於各種理由引發無敵鐵金剛Z失控，兜甲兒因此被迫成為無敵鐵金剛Z的駕駛員，並且被無敵鐵金剛Z吸收成為它的一部分。但在第1集的最後，在米涅瓦X修正的世界中，兜甲兒終於靠著自己的意志成為可以操控無敵鐵金剛Z的駕駛員。其模樣與漫画、昭和動畫版的《無敵鐵金剛》一模一樣。
《真無敵鐵金剛ZERO》本篇之前，因為戰鬥而受到瀕死的重傷，讓他必須將大腦移植到賽博格身體中，皮膚等表面則以空中元素固定裝置生成。
續集《真無敵鐵金剛ZERO vs 暗黑大將軍》中，透過再移植手術而回復為原來的肉體，但換來的代價卻是無法負荷魔神之力的發動。
從第5集開始的全新時間軸中，在哥頓赫爾之戰後，並未回去光子力研究所反而秘密遠赴美國，也沒有進行回復為肉體的手術。另外身体的機械化率也只有60％，肉體的比率也比較高。
米涅瓦X
原型來自昭和動畫版中登場，與無敵鐵金剛Z尺寸相近的女性型巨大機器人。本作中，則改成與人類相同造型及尺寸的女性仿生人，頭部以下與昭和動畫版的裝甲造型相似，實際上全身都是裝甲，當裝甲脫掉後，其構造與一般女性的身體相同。裝載有搭檔迴路，對於無敵鐵金剛Z有很深的情感。由於是超級機器人，所以身上搭配有光子力光線、氣體硫酸、金剛飛拳等類似無敵鐵金剛Z的武裝。還能夠以光子力粒子形成飛翼在空中飛行。
原來是兜十藏開發的光子力通信機，但之後將它再改造成人型，但通信機的核心部位及設計圖都被赫爾博士偷走。其資料傳送速度透過凌駕光速的光子連結（光子力通信），能夠將收集的情報（記憶）傳回給過去的自己，十藏也透過她從未來取得的技術情報而創造出無敵鐵金剛Z。由於不斷重複無敵鐵金剛Z敗戰，然後無敵鐵金剛ZERO毀滅人類時而回到過去，然後再依據她的情報創造無敵鐵金剛Z的輪迴，因此讓無敵鐵金剛Z能因此成為世界最強最惡的超級機器人。
但即使如此，由於相信兜甲兒可以拯救無敵鐵金剛Z以及這個世界，所以仍然選擇持續回到過去並且摸索出改變的可能性。
兜十藏
在光子力研究所的地下施設中建造出無敵鐵金剛Z的瘋狂科學家。本作以漫画版及《衝撃！Z篇》為基準，設計為一位臉上有巨大傷疤的獨眼老人。本篇中，在最初登場的世界裡，靠自己一人就將作業用的機械臂加以改造，能看出他作為完全的瘋狂科學家的一面。在大部分的世界中，對於兒子劍造以及孫子甲兒的感情相當薄弱。
本篇中，作為其中的一個次元，對於與赫爾博士奮鬥的甲兒以及Z有一份親情存在，並讓米涅瓦回到過去，拜託他去讓在這之前的Z的建造能夠中止，這份要求也讓他背叛了過去的自己。
弓莎也佳
光子力研究所所長弓教授的女兒。為無敵鐵金剛Z的輔助同伴，木蘭號、新木蘭號、阿蒂蜜絲A的駕駛員。與甲兒為高中同學的這點來自漫画。另外還會有很露骨的忌妒，對於甲兒也直率地表示過好感，在哥頓赫爾之戰後，受到認同而與甲兒成為戀人。本作中也是名資優生，還取得光子力物理學的博士學位。
阿強
與原作一樣有小杜和小莫這兩個跟班，並駕駛阿強一號。本作中與風格相配的搞笑要素較少（會有後設小說式的發言），在因緣際會下成為甲兒以及無敵鐵金剛Z的輔助同伴。在邁錫尼帝国襲擊光子力研究所時，使用阿強一號與阿蒂蜜絲A一起奮戰。最後帶著導彈要進行自殺攻撃時，遭到還擊而死亡。
第5集開始的次元中，由於金剛大魔神撃退邁錫尼帝國，讓他們3人因此存活。之後與莎也佳一起盡力尋找行蹤不明的甲兒以及無敵鐵金剛Z。
兜志郎
與原作一樣是甲兒的弟弟。在米涅瓦來往的世界中都難以存活下來，在大部分的世界中都會因為不同理由而很早死亡。在本作《真無敵鐵金剛ZERO vs 暗黑大將軍》當中，在暗黑大將軍率軍襲擊光子力研究所時，因為避難的房間天花板崩落而死亡。
第5集開始的時間軸中，從研究所襲撃下存活下來，並與原作一樣住在科學要塞研究所，但經常被戰鬥獸抓為人質。
弓彌之助
莎也佳之父，也是光子力研究所所長。與原作同様負責無敵鐵金剛Z的整備和維修，與赫爾博士之戰中也負責指揮。與赫爾博士之戰後，被世界各地的生存者選為世界總統，負責地球復興的指揮工作，在邁錫尼帝国襲擊研究所時，雖然自己也拿槍抵抗，但最後遭2台戰鬥獸自爆而戰死。
第5集開始的新的時間軸中，由於金剛大魔神擊退來襲，雖然研究所全毀，但主要工作人員都依然存活。並且在甦醒的米涅瓦幫助下，閱覽了與哥頓赫爾之戰的VTR。
三博士
與其他作品一樣，隸屬光子力研究所的のっそり博士、もりもり博士、せわし博士，統稱三博士。但三人的詳細資料不明。研究所中負責無敵鐵金剛Z的整備、維修以及改良。
跟隨弓教授而在赫爾博士之戰中存活下來，但在《真無敵鐵金剛ZERO vs 暗黑大將軍》中，もりもり博士被抓為人質而慘死，せわし博士、のっそり博士則在光子力研究所受襲撃時死亡。第5集開始的次元中，則是全員都在襲擊後存活下來。
劍鐵也
金剛大魔神的駕駛員。被兜劍造稱他為最後的王牌。容貌和性格基本上以原作《金剛大魔神》為準，但卻沒有OVA版《魔神凱撒》中好青年的一面，反而呈現出TV版初期櫻多吾作版的好戰面，與原作不同的是有許多看不起無敵鐵金剛Z的言語。第6集在別的世界出現時，以及《對暗黑大將軍》第2集漫畫版的預告中，自稱為「戰鬥的專家」。另外，與無敵鐵金剛ZERO決戰時，自稱為「專家勇者」。
第5集開始的新時間軸中，其真面目是兜劍造因為操控金剛大魔神造成強烈的負擔，讓他與強敵邁錫尼帝国激戰下身受重傷，因而創造出來的量產複製人（致敬櫻多吾作漫畫裡的量產大魔神劇情），並且還操控了他的遺傳基因以及年紀。由於讓本人繼承相關的記憶，雖然自己並未察覺，但在身受瀕死的重傷卻能一晩痊癒後而稍微注意這件事，在真相被揭發後也未感到震驚，反而更慶幸自己能夠因此擺脫脆弱的肉体和死亡的束縛而成為「戰鬥的專家」。
兜劍造
十藏的兒子，甲兒的父親，也是「金剛大魔神」的生父。但在《真無敵鐵金剛ZERO》中已經死亡，在米涅瓦來往的世界中，即使是在「無敵鐵金剛Z擁有自我意識之前的世界」也是一樣的情形。其中一個世界中，Z敗於機械獸時，劍造救出甲兒並讓他搭上金剛大魔神。但米涅瓦在不知道那場邂逅的情形下，為了繼承十藏的遺志再次重啟世界，因此從那之後，直到《真無敵鐵金剛ZERO vs 暗黑大將軍》之前都未再登場。
《vs 暗黑大將軍》中再次登場時，與電影《無敵鐵金剛對暗黑大將軍》一樣，以預言者的身分出現並警告邁錫尼帝国的來襲。
光子力研究所受襲撃時，為了救出無敵鐵金剛Z救出而讓科學要塞研究所浮上。指揮金剛大魔神，卻因為無敵鐵金剛ZERO引起的地殻變動造成研究所爆炸而死亡。
第5集開始的時間軸中，由於身體無法負荷試作的金剛大魔神的操作，於是將自己改造為賽博格身體，還用自己的身體複製大量的劍鐵也複製人。
炎純
《真無敵鐵金剛ZERO vs 暗黑大將軍》時初次登場。容貌與原作一樣，但除了是名有褐色肌膚的女性以外，就沒有任何描寫，詳細資料也不明。也未搭乘任何機體，在科學要塞研究所擔任劍造的助手。至今也只有對鐵也說出「你一定要成功」等語，就與劍造一起因為科學要塞研究所爆炸而死亡。第5集開始搭乘維納斯A Mk-II，並經常擔任金剛大魔神的輔助同伴，也常常負責救出被戰鬥獸抓為人質的志郎。愛慕鐵也，對於他被當作量產兵器的複製人際遇感到心痛。
克里斯·瑪莉亞·弗瑞德
《真無敵鐵金剛ZERO vs 暗黑大將軍》第5集的世界中，拯救哥頓赫爾之戰後漂流到海岸邊而瀕死的甲兒。之後，與他一起赴美並在NASA機構中協助開發TFO，並在米涅瓦以及莎也佳找到甲兒之前與他結婚。但甲兒之後向莎也佳解釋說則是為了得到金剛星的超技術才跟她假結婚，但瑪莉亞卻強烈否認，對於甲兒也抱有好感。
他的真面目與哥哥「宇門大介／狄克·弗瑞德」一樣，都是來自外星球的外星人。
宇門大介／狄克·弗瑞德
《真無敵鐵金剛ZERO vs 暗黑大將軍》第5集中登場。與妹妹瑪莉亞一起隱藏外星人的身分，並以地球人的身分居住。在大批飛碟襲擊地球時，獨自駕駛克雷飛天神迎撃，在這之前還與金剛大魔神共同擊退暗黑大將軍。由於隱瞞自己的出身，所以也能查覺到甲兒在輕浮態度下所隱藏的真意。

### 反派
赫爾博士
操控被稱為機械獸的巨大機器人，企圖侵略全世界侵略瘋狂科學家。有著與科學家形象不符的強靭肉體，還是名擅長叫做機械道空手的拳法高手。在被美國總統怒斥說「這個21世紀竟然還說要征服世界的妄言」時，直接放話稱「是男子漢的話就要作著征服世界的夢想！」。
機械道空手的由來來自於《鬪魔王傑克》，是惡搞永井豪《無敵鐵金剛Z》而描繪的鐵之城篇中，由獨田地獄齋鍛鍊到極致的拳法。
阿修羅男爵
赫爾手下的合成人。故事中盤時，變成只有一顆頭並且成為機械獸「阿修羅男爵」的頭腦而與無敵鐵金剛Z單挑。但與《衝撃！Z篇》不同的是，並未描寫其合成前的過去。《真無敵鐵金剛ZERO vs 暗黑大將軍》中，哥頓赫爾之戰後的次元融合中，有其他次元的阿修羅以沒有意識並且半身深埋在牆壁之中的狀態出現於本篇的次元裡。並且被邁錫尼帝国回收，並且被作為它們降臨的儀式道具，之後的際遇因為沒有描寫而不明。
布洛肯伯爵
赫爾手下的改造人。故事終盤，頭部被甲兒擄獲為「人質」。赫爾博士之戰後也只有頭部殘存下來，《真無敵鐵金剛ZERO vs 暗黑大將軍》第1集中，被作為博物館的其中一個展示品，還被參觀的孩子們當作玩具。之後，被邁錫尼帝国回收，並且與阿修羅一樣被作為儀式的道具使用，之後的際遇也不明。
暗黑帝王
與先前作品一樣都是邁錫尼帝国的國王，外型像是火焰。過去醉心於無敵鐵金剛Z以及哥頓赫爾之間「男子漢與男子漢間的戰鬥」，甚至還向對此表示疑問的暗黑大將軍發怒。
雖然真面目不明，卻強奪無敵鐵金剛Z，並帶領戰鬥獸軍前進光子力研究所。
本作中終於明確其真正身分，是透過無敵鐵金剛Z的光子力光線從1万年前時光穿越而來到現在的赫爾博士。
暗黑大將軍
服侍黑暗帝王的邁錫尼帝国將軍。是名徹徹底底的武人，揮舞者巨大的大劍而擁有能夠與金剛大魔神打成平手的實力。擁有只要一揮舞就能斬斷數千隻戰鬥獸首級的怪力。與為了救出無敵鐵金剛Z而出現金剛大魔神單挑，在對決的最後，被以身為魔神而覺醒的無敵鐵金剛ZERO踢飛他的大劍。最後向ZERO揮向最後的一刀，並被ZERO在極近距離下以光子力光束消滅。這時留下「我們再會吧」的遺言，似乎知悉這個世界是無限循環。
第5集開始的次元中，以邁錫尼帝国將軍的身分與金剛大魔神展開激戰。在月面決鬥時，與大魔神一起擊退來襲的飛碟軍團。
地獄大元帥
其他作品中，是以取代被金剛大魔神打倒的暗黑大將軍的身分登場，但本作中則是做為沒有實体的暗黑帝王駕駛的身體登場，並自稱為「地獄大元帥」。與搭配有光子力引擎，並能夠與發動第5魔神之力「變態」的無敵鐵金剛Z打成平手。另外，容納暗黑帝王的駕駛艙部位能夠分離，還可以當作指揮艇使用。
與無敵鐵金剛Z的戰鬥中，徵求與無敵鐵金剛ZERO一起共鬥，對此同意的ZERO將甲兒搭乘的指揮艇強制彈射出去，他則將駕駛艙分離，並與Z結合再一起。這個型態，在第6集集末預告短篇中被標記為「真無敵鐵金剛ZERO 地獄（赫爾）模式」。
七軍團
邁錫尼帝国的機械獸們，被甲兒稱呼為「戰鬥獸」，敵人似乎也喜歡這樣的稱呼，並且用在自己身上。依據特性而分為7個軍團並侵略地上。軍團長都被稱呼為「將軍」，比通常戰鬥獸還要高性能，戰鬥力也更強。與赫爾博士軍團手下純粹是機器人的機械獸不同的是，每台機體都有移植入邁錫尼人的大腦而成為賽博格身體。身體的某部位一定會有人臉，還能夠對話和相互溝通会，但這部分也是他們的弱點。ジェネラルクラス以外的戰鬥獸的戰鬥力雖然強，但與其他機械獸相比並沒有任何改變。能夠弱化超合金Z，並且還能中和真光子力防護罩，對於無敵鐵金剛Z以及對於光子力研究所的特點有加以強化。每一個還有強力的再生（復元）機能，
怪鳥將軍
以繞行地球七圈半的高速空中戰與金剛大魔神相互戰鬥，最後再成層圈中被擊敗。但由於造成金剛大魔神巨大損害，劍鐵也也身負重傷而死亡，之後由上述的量產複製人繼任為下一個劍鐵也。
猛獸將軍，超人將軍，大昆蟲將軍
3個機體同時攻擊金剛大魔神。在死鬥的最後，雖然殺死劍鐵也51号，但也被劍鐵也52号擊敗。
哥隆大公
與原作一樣，下半身是個巨大的老虎，上半身則是人身。在巨大的戰鬥獸之中，顯得特別小型（即使如此也有相當於巨大老虎的尺寸），作為帝国尖兵負責先行入侵地上的任務。雖然擔心被無敵鐵金剛ZERO踢飛出去的暗黑大將軍的安危，卻被捲入到ZERO與大魔神的戰鬥中而被消滅。

## 登場機體
無敵鐵金剛Z
兜十藏建造超級機器人。
透過米涅瓦X從未来情報取得的情報，在不停建造下，最終完成世界最強的超級機器人。基本上是必須由人操作的機體，但在另一個世界，也存在有透過AI操控的無人機。
與其他《無敵鐵金剛》漫畫版及動畫版不同的是，本作有會讓人想到像是《SAGA》的Z的人類脈輪思想的7個黑盒子，這個被稱為「魔神之力」，當7個魔神之力的封印被全部解除時，就會化為毀滅世界的魔神並且讓人類滅亡。第1集最後被米涅瓦X修正的世界中，成為可以靠兜甲兒自己的意志操控的無敵鐵金剛Z。除了魔神化以外，由米涅瓦X修正的世界中，無敵鐵金剛Z的設計也有些許變化。第1集中，胸部放熱板原本採用昭和動畫時的尖端造型，但從第1集最後開始的主要故事中則改採用《衝撃！Z篇》的漫畫版造成。另外，根據米涅瓦X的經驗，就算同樣是無敵鐵金剛Z，在不同世界裡，胸部的放熱板以及胸部零件的形狀也會不一樣。
《真無敵鐵金剛ZERO》中，使用到第6個魔神之力，將宿敵哥頓赫爾擊退後取回原來和平的世界，但緊接著在《真無敵鐵金剛ZERO vs 暗黑大將軍》當中，由於全新的敵人「邁錫尼帝国」的戰鬥獸讓超合金Z弱化，加上甲兒因為手術回復肉身而無法使用魔神之力，並因此敗戰。
之後，與前來救援的金剛大魔神的力量產生共鳴，Z因此在沒有甲兒的意識控制下而發動魔神之力，並與暗黑大將軍以及金剛大魔神展開戰鬥。與金剛大魔神的戰鬥過程中，終於發動7個魔神之力，並且覺醒為好幾次幾度毀滅世界的破壞魔神「無敵鐵金剛ZERO」。
《真無敵鐵金剛ZERO vs 暗黑大將軍》第5集開始的次元中，在打贏哥頓赫爾後，從大海上掉落到海中，並因此與甲兒一起失蹤。但其實是在全身被鎖還有像是繃帶的束具給拘束，並封印在的倉庫中，但在與邁錫尼帝国決戰時復活。雖然一開始就就力壓地獄大元帥，但在暗黑帝王的呼喚下而覺醒為ZERO，並且將載有甲兒的指揮艇排除掉，而被暗黑帝王奪取機體本身，並變身為真無敵鐵金剛ZERO 地獄模式。
然而，隨著故事的發展以及差異次元的存在使無敵鐵金剛Z具有ZERO的人格。甚至發生由甲兒自己駕駛的無敵鐵金剛Z和ZERO意志的無敵鐵金剛ZERO戰鬥而落敗被吞噬在ZERO的體內。最後和金剛大魔神以及所有機器人實行全體攻擊才能打敗ZERO。
魔神之力
雖然能夠由駕駛自行發動，但也有不隨著駕駛意思而自行發動的情形。發動時，機体的機動性、運動性能，超合金Z的剛性都會有飛躍性的上升，但也會帶來一般人所無法承受的負荷。另外，隨著第1、第2、第3能力的發動，每次都會提升其戰鬥能力。為了要讓性能完全發揮，必須要特別將身體賽博格化並且透過DNA改造來強化自身肉体。

迴旋指揮艇
與原作一樣，是成為無敵鐵金剛Z駕駛艙的飛行艇。外装以超合金Z製作，如果面對人類大小的機械獸，能用機翼輕易地切斷，但内装並非超合金Z製作，所以在在激烈的戰鬥中弄斷了操縱桿。之後內裝的金屬全數改成超合金Z製。
噴射指揮艇
《真無敵鐵金剛ZERO vs 暗黑大將軍》第6集中登場。與原作一樣，將迴旋指揮艇變成噴射式，並因此提升其機動力。另外作為應付魔神化的對策，還加入金剛星超技術的瞬間物質傳送機，並因為甲兒体內生成的脈輪讓身體能不受傷害，因此也能直接排出機體外。
無敵鐵金剛ZERO
為無敵鐵金剛Z產生自我意識後，解放全部的魔神之力並化為魔神的模樣。在《真無敵鐵金剛ZERO》的作品内，米涅瓦X只稱它為「毀滅世界的魔神」，續集中，覺醒的ZERO明確表示出自己的名字。這樣的稱呼連米涅瓦X自己在劇中的世界中也是初次聽到，並與其他角色一樣露出驚訝的表情。雖然它不能發聲，但卻可以依據自己的意志在自己浮現出光的文字。喷气飞翼也從Z的形狀變成0的形狀，還可以站在上面浮游在空中。
無敵鐵金剛ZERO 地獄（赫爾）模式
《真無敵鐵金剛ZERO vs 暗黑大將軍》第6集中登場。是與地獄大元帥的本體也就是暗黑帝王的駕駛艙合體的形態。全身的設計變身為災禍的型態，透過暗黑帝王（赫爾博士）的欲望，讓它全身的性能能不受限制地徹底發揮並擁有絕大的戰鬥力。其機械道空手也升級為機械道魔神空手，力量還跟著提升，並擁有可以同時能將地球及月球劈成一半的破壞力。意圖阻礙米涅瓦幫助甲兒進行光子力時間旅行時被金剛大魔神阻止，甲兒亦因此能順利轉生到下一個次元。
木蘭號
弓教授建造的女性型戰鬥用機器人。主武装是從胸部發射的飛彈。駕駛員為弓莎也佳。
無敵鐵金剛軍團
為了與赫爾博士率領的機械獸大部隊進行「魔神大戰」而建造，是能力能夠比肩無敵鐵金剛Z的超級機器人軍團。分別由密利翁α中隊（12機）、拜翁β大隊（36機）、獅王號γ連隊（108機）、維納斯A組成，為了防衛日本本土而奮鬥。每一台機體的性能都超過一般的機械獸，但因為數量上懸殊的差異，而全部被擊破。
維納斯A
木蘭號的後繼戰鬥型超級機器人。主武裝為雙腕装備的手指飛彈以及Z切刀。駕駛員為弓莎也佳。
密利翁α
無敵鐵金剛軍團之一的超級機器人。主兵装為從臉部發射的光子力電磁砲，雙肩的飛彈發射器，雙腕装備的槍。中隊長機的駕駛員為雙胞胎美女姊妹，蘿露中尉和蘿莉中尉。
拜翁β
無敵鐵金剛軍團之一的超級機器人。主兵装為從胸部發射的氣體硫酸，雙肩的飛彈發射器。大隊長機的駕駛員為東旬中尉。
獅王號γ
無敵鐵金剛軍團之一的超級機器人。主兵装為從翅膀中發射出的高熱火焰，雙肩的飛彈發射器。連隊長機的駕駛員為大出政雄少校。
阿蒂蜜絲A
光子力研究所三博士以維納斯A為基礎並沿用木蘭號的零件，加上米涅瓦提供新技術所建造的弓莎也佳專用新型機。與《SAGA》出現的木蘭號一樣，採用傳導型的操控方式。駕駛艙內裝滿能夠吸收衝撃・神經物質傳導，並且可以用來呼吸的特殊液體。操控時要穿著緊身衣風而且相當暴露的專用服裝，並將神經管接續在身体各處（脊髓×4根、胸部×2根、性器、肛門）後，就能讓機體隨著駕駛員的意思而行動。主武裝為胸部的飛彈，雙手雙腳裝備的Z切刀。續集《真無敵鐵金剛ZERO vs 暗黑大將軍》中，還更進一步強化並裝備有全新的武器：阿蒂蜜絲之弓。

創造無敵鐵金剛Z前，由兜十藏製造的機器人。裝備有硬度比鑽石、奈米凝聚体更強的特殊装甲。是不用駕駛員的自立型機器人。
能量鐵金剛Z
創造無敵鐵金剛Z前，由兜十藏製造的機器人。裝備有瞬間可以用掉日本一星期總電量的新型發電爐。同樣是不用駕駛員的自立型機器人。
金剛大魔神
本作中存在著數個金剛大魔神。
首先在《真無敵鐵金剛ZERO》本篇的時間軸以前的世界中，是由兜十藏的兒子兜劍造為了超越父親，獨自創造並冠上「超越無敵鐵金剛的無敵鐵金剛」之名的超級機器人。模樣接近原作版。在這個世界中的正規駕駛員為兜甲兒，原作《金剛大魔神》中的正規駕駛員劍鐵也則是為了熟悉機体的使用而改擔任測試駕駛員，登場之後，由於米涅瓦X重新修正整個世界，因此本篇的世界軸中，劍鐵也並沒有搭乘這台機體。
在下一個續篇《真無敵鐵金剛ZERO vs 暗黑大將軍》中登場的機体。則是從別的世界中來到本篇世界的甲兒之父：兜劍造，為了作為與邁錫尼帝国一戰的最後王牌，而秘密製造的超級機器人，為無敵鐵金剛Z的兄弟機。模樣與無敵鐵金剛相似，目擊到的米涅瓦X因驚訝地說出「我不知道的無敵鐵金剛」。
米涅瓦X目撃時，由於還未準備好，直到出撃之前還需要一定的時間，但為了救出敗戰的Z而在沒有充裕時間下緊急出擊，才終於現出其原貌。裝載有Z所持有4個魔神之力「再生」「吸收」「強化」「變態」，並擁有超越無敵鐵金剛Z通常狀態的性能。装甲以能夠改變分子構造超合金New Z製作，還能讓戰鬥獸弱化超合金Z的攻撃無效。
出撃後，不斷與戰鬥獸及暗黑大將軍進行戰鬥，但之後Z因為魔神之力失控而陷入無敵鐵金剛同伴間的戰鬥，最後被魔神化的無敵鐵金剛ZERO擊破。
然後，在金剛大魔神以及ZERO的戰鬥中，甲兒說出「無論哪個世界，我們都會彼此互鬥，但Z及大魔神最後一定要一起面對強大的敵人」，也證明在其他次元中有多個鐵也及金剛大魔神存在。
《真無敵鐵金剛ZERO vs 暗黑大將軍》第5集開始的次元中，本機成為行蹤不明的甲兒及無敵鐵金剛Z的後繼者，並與不斷出現的邁錫尼帝国展開激戰。根據劍造的發言，在真偽不明的情況下，並未解開機體究竟有哪些魔神之力之謎。而本篇中，機體戰鬥的損傷無法再生，在這個次元中也沒有描寫本機搭載有魔神之力。
金剛飛艇
原作中是在作品的後半段登場，能與金剛大魔神合體並提升其性能的零件。合体後會提升機體的機動力，並能使出以金剛飛艇本體的尖刺及自身超高速度貫穿敵人的招式。本作品中的設計也與其他作品一樣，甲兒說是「超越ZERO預測的世界」中，在解放其搭配的2連裝光子力引擎，以及金剛大魔神擁有的4個魔神之力的出力全開的機能後，就能讓金剛大魔神提升性能並且變身成「金剛大魔神凱撒」。與無敵鐵金剛ZERO決戰時，因為鐵也的強烈要求，於是在沒有經過測試下就這樣投入實戰中。
《真無敵鐵金剛ZERO vs 暗黑大將軍》第5集開始的次元中，用於跟怪鳥將軍間的戰鬥。在繞行地球七圈半的高速空中戰中，透過金剛飛艇的衝角攻擊而擊破敵人。與無敵鐵金剛ZERO 地獄模式決戰時，也投入戰鬥中，利用金剛閃電讓機體全身纏繞高壓電來攻擊的戰術雖然讓暗黑帝王感到驚訝，但對覺醒為魔神的ZERO卻是效果有限，並被它所吸收。
金剛大魔神凱撒
在金剛大魔神與金剛飛艇合体（融合）後，所誕生出「超越偉大勇者的偉大皇帝」。透過前述金剛飛艇的出力全開機能，超合金New Z變為超合金New Zα（Alpha），全身也因此變態成為攻撃形態。
設計與遊戲以及OVA登場的「魔神凱撒」相當相似，一部分的武装也與魔神凱撒的名稱相同。最不一樣的是胸部的放熱板以及背後的翅膀形狀。戰鬥力相當高，武器的使用與ZERO一樣，會隨著地形改變而能夠徹底發揮其威力。在ZERO解析完魔神之力「高次元預測」以及「因果律兵器」之前，能與ZERO互相打成平手。
總共能確認有6個招式：「渦輪粉碎鐵拳」、「巨型飛彈」、「神之雷」、「帝皇寶劍」，但因為沒有使用金剛回力刀以及踢擊系招式，所以無法得知是否還有其他武器。
為了讓莎也佳以及米涅瓦搭乘的阿蒂蜜絲A能夠接觸ZERO（駕駛艙的甲兒），於是自願成為誘餌，並在近距離下，遭高熱火焰攻擊而喪失胸部以下的部位，之後以頭擊的方式破壞指揮艇的防風玻璃，並在完成最後的任務後而因此無法行動。
TFO
《真無敵鐵金剛ZERO vs 暗黑大將軍》第5集開始的時間軸中，在哥頓赫爾之戰後，由赴美的甲兒在NASA開發的飛碟型飛行機。導入了金剛星的超技術，設計也與《金剛戰神》時的造型相同。與莎也佳一起拜訪NASA的米涅瓦X對於甲兒忘了在前次元的約定，還一副輕薄的態度而感到憤怒，更意圖將它破壞掉。因為導入金剛星的技術，所以有非常高的隱密機能，還擁有能夠在宇宙內進行星際旅行的超光速設備，另外搭載有能夠瞬間傳送物質的2号機也有登場。
宇宙王者
《真無敵鐵金剛ZERO vs 暗黑大將軍》第5集中，只有剪影出現在狄克·弗瑞德（宇門大介）的回憶中。第6集雖然也有登場，但名字卻被施以馬賽克，畫面也被塗白而沒有明確的登場畫面。被稱為「宇宙王者」，試圖介入無敵鐵金剛Z以及地獄大元帥間的戰鬥但被米涅瓦制止並警告，指因為其性能比無敵鐵金剛Z以及金剛大魔神更強，本機與Z的邂逅會成為魔神化的契機。
哥頓赫爾
赫爾博士在征服地球後，為了侵略宇宙而建造的銀河系超級機械獸。是一台全長有十幾公里，腳部只要踏到地面就能引起芮氏規模11.2級震動的超巨大機器人。由於巨大的身體，單純只靠拳頭和手持的劍就是強力的質量兵器，全身上下搭載有機械獸和武器，就算是發動魔神之力的無敵鐵金剛Z也難以接近它。
第1卷時雖然已經登場，但這時被無敵鐵金剛ZERO的強力火焰連同地球一起燒毀。

《真無敵鐵金剛ZERO vs 暗黑大將軍》第5集中，在科學要塞研究所的海底裡秘密建造的空中戰艦。戰艦出撃時，科學要塞研究所就這樣成為主艦橋。在哥頓赫爾之戰後消息不明的Z，就被封印在這台戰艦中。最後為了與邁錫尼帝国進行決戰而出擊，並與飛行鋼堡進行壯烈的砲撃戰，雙方也都因此大破而沉沒。

## 用語
空中元素固定装置
原作中是在《甜心戰士》中登場，是能將空氣中以分子型態存在的元素結合在一起，進而創造出某種物質的装置。透過這個裝置，就算是因為魔神之力「再生」造成的各種損傷或破損，都能夠完全修復（再生）。賽博格化的甲兒也有裝備同樣的裝置，透過與甜心閃光不同的「魔神閃光」，不但能修復身体損傷，還能改變服裝。啟動時所需的能量也能由如月甜心提供。
光子力物理学
原作中被設定成是能夠讓無敵鐵金剛Z行動的能源「光子力」，在本作中則被確立為是物理學之一。兜十藏、劍造、弓彌之助都有學習過這項領域的學問，莎也佳也因此取得博士的學位。甲兒雖然沒有專門學習這項學問，但因為與其他領域的自己共享一切知識，因此只要聽過一次就能理解其理論，與赫爾博士之戰後也與莎也佳一起執導存活下來的學生們。
差異次元
在每次米涅瓦X或因為其他因素造成世界被重新產生時，都會因此出現一個平行世界，這些差異次元也會帶來影響。由於不同的次元所經過的時間，以及事情的發展都會不同，例如在本作次元中遭到破壞的事物，在其他差異次元中就會存在，本作次元中無法破壞的超合金New Z，在其他次元中就可能被破壞。魔神之力的「因果律兵器」，則是可以創造出其他不同的次元以及其因果關係，讓本來無法被破壞的物質能因此被破壞掉。但為了要創造出稀少的因果關係（例如：金剛大魔神凱撒或超合金New Zα等），就算是無敵鐵金剛ZERO也需要相當的時間。
真光子力防護罩
以米涅瓦X為核心而展開，比過往光子力防護罩還強力的防護罩。能夠抵抗祝隨著地形變化的哥頓赫爾的直接攻擊，以及無敵鐵金剛Z間的戰鬥的餘波，守護住研究所直到最後。之後就算米涅瓦離開，但透過3台光子力引擎的投入，雖然成功維持住同樣的防禦強度，但面對比機械獸還強力，且科學力更高的邁錫尼帝國戰鬥獸的效果卻相當薄弱，而輕易被它們所突破。
次元融合
由於赫爾博士的侵略，讓世上所有地形、地表，街區以及相關設施都因此遭到破壞，但由於與哥頓赫爾決戰後，與其他差異次元融合，讓各国主要都市都因此奇蹟似的復原。但復原率會因為地區不同而有差異，但戰死者則無法復原。
巴特斯之杖
赫爾博士所有而能夠操控AI的杖。本作世界中讓搭載AI的無人兵器能夠常態化，並讓世界各国的主力兵器因此無力化。
光子力通信
使用光子力通信的通信形態之一。另外，在科學要塞研究所中，也用來與光子力衛星進行連結。由於傳送速度超過光速，因此米涅瓦X能夠將情報傳送給過去的自己。
魔神大戰
是本作之前，在亞洲大陸上空進行，由赫爾博士的機械獸軍團與無敵鐵金剛軍團所進行的總量戰。由於數量上的差異造成無敵鐵金剛軍團毀滅，但終盤時獅王號γ隊從空中一起發射高熱火焰，讓機械獸軍團陷入壞滅的狀態，並成功爭取到讓關東地區能被光子力防護罩包覆的時間。這場大戰中，甲兒因為與赫爾博士進行單挑而受到瀕死的重傷，並在光子力研究所拼命的治療下而接受賽博格化手術。日後，透過向甲兒的取材而將這段故事變成紀錄片電影，並為了可以振奮那些生存下來的市民的心，而規劃在活動中上映。

## 出版書籍
真無敵鐵金剛ZERO
| 冊數 | 秋田書店       | 秋田書店               |
| 冊數 | 發售日期       | ISBN                   |
| ---- | -------------- | ---------------------- |
| 1    | 2009年9月18日  | ISBN 978-4-253-23354-5 |
| 2    | 2010年3月19日  | ISBN 978-4-253-23355-2 |
| 3    | 2010年8月20日  | ISBN 978-4-253-23356-9 |
| 4    | 2011年1月20日  | ISBN 978-4-253-23357-6 |
| 5    | 2011年6月20日  | ISBN 978-4-253-23358-3 |
| 6    | 2011年11月18日 | ISBN 978-4-253-23359-0 |
| 7    | 2012年4月20日  | ISBN 978-4-253-23360-6 |
| 8    | 2012年9月20日  | ISBN 978-4-253-23407-8 |
| 9    | 2012年12月20日 | ISBN 978-4-253-23408-5 |

真無敵鐵金剛ZERO vs 暗黑大將軍
| 冊數 | 秋田書店       | 秋田書店               |
| 冊數 | 發售日期       | ISBN                   |
| ---- | -------------- | ---------------------- |
| 1    | 2013年4月19日  | ISBN 978-4-253-23501-3 |
| 2    | 2013年9月21日  | ISBN 978-4-253-23502-0 |
| 3    | 2013年12月20日 | ISBN 978-4-253-23503-7 |
| 4    | 2014年4月18日  | ISBN 978-4-253-23504-4 |
| 5    | 2014年9月19日  | ISBN 978-4-253-23505-1 |
| 6    | 2015年4月20日  | ISBN 978-4-253-23506-8 |
| 7    | 2015年9月18日  | ISBN 978-4-253-23507-5 |
| 8    | 2016年1月20日  | ISBN 978-4-253-23508-2 |

## 遊戲
在多數機器人動畫登場的戰略模擬遊戲「超級機器人大戰系列」中，本作的機体以及角色都有登場。
- 超級機器人大戰V（2017年2月23日發售，PlayStation 4 / PlayStation Vita）
- 超級機器人大戰X（2018年3月29日發售，PlayStation 4 / PlayStation Vita）
- 超級機器人大戰X-Ω（日语：スーパーロボット大戦X-Ω）（2018年追加登場，iOS / Android）

## 備註
1. ↑  計有、GUNDAM、泰坦3、超时空要塞（女武神）、Orguss、紅蓮螺巖、Evangelion、Gipsy Danger
2. ↑  來自《真無敵鐵金剛ZERO》各集
3. ↑  來自《真無敵鐵金剛ZERO vs 暗黑大將軍》第2集。
4. ↑  來自《真無敵鐵金剛ZERO vs 暗黑大將軍》第4集。
5. ↑  本作中雖然稱為「宇宙王者」，但「克雷飛天神」的文字卻被打上馬賽克。
6. ↑  《真無敵鐵金剛ZERO》第6集提及
7. ↑  《真無敵鐵金剛ZERO vs 暗黑大將軍》第1集。